# 學正
學正為中國古代文官官職名，在清朝之位階約為正八品。學正為基層官員編制之一，而從事業務則相當於官學中的老師或行政人員。1910年代，清朝滅亡後，該官職廢除。
宋朝国子监置学正与学录，掌执行学规，考校训导。元朝除国子监外，礼部及行省、宣卫司任命的路、州、县学官亦称学正。明、清国子监沿置。明朝学正秩正九品。清初不改，乾隆初升为正八品。清州学官亦称学正。 

## 清代學正
清代州學官曰學正。各學教官皆用本省人。學正。州各一人。直隸州與府屬州同。惟直隸之平泉州。奉天之岫巖州。吉林之伊通州。湖北之鶴峯州。四川之酉陽州、天全州。廣西之西隆州、奉議州及土知州所管各州。貴州之永甯州。不設學正。黑龍江之呼蘭廳。廣西之百色廳、上思廳。雲南之騰越廳。貴州之郎岱廳。吉林廳。亦設學正一人。